# هيلين باوتشر
هيلين باوتشر (بالفرنسية: Hélène Boucher) (من مواليد 23 مايو 1908 - تُوفيت في 30 نوفمبر 1934) وهي طيارة فرنسية معروفة في أوائل الثلاثينيات من القرن العشرين، سجلت رقماً قياسياً في السرعة النسائية في العالم. تُوفيت في حادث في عام 1934.

## حياتها
كانت هيلين باوتشر ابنة المهندس باريسي. بعد أن انهت دراستها العادية، أصبحت هيلين أول تلميذة في مدرسة الطيران التي يديرها هنري فابوس في مونت دي مارسان. تعلمت هيلين التنقل وأداء الأكروبات. تم الاعتراف بقدراتها العظيمة من قبل مايكل ديتروي الذي نصحها بالتركيز على الأكروبات. اكتسبت هيلين مهاراتها في النقل العام في يونيو 1932.
في عام 1933 طارت مع الآنسة جاكوب في سباق "Angers" لمدة 12 ساعة في واحدة من أقل الماكينات التي تعمل بالطاقة هناك، وهي ماوبوزين-زودياك 17 بمحرك Salmson ، والتي يبلغ وزنها 60 كيلو واط. إكمال 1.645 كم (1022 ميل) بمتوسط سرعة 137 كم / ساعة (85 ميلا في الساعة) ، وجاءت في المرتبة 14. كانوا الفريق النسائي الوحيد المتنافس وحصلوا على جائزة قدرها 3000 فرنك فضلا عن 3000 فرنك للمركز. في السنة التالية دخلت هيلين المنافسة مرة أخرى، وحصلت على المرتبة الثانية.
بين عامي 1933 و 1934 ، حصلت على العديد من الأرقام القياسية العالمية للنساء.
في 30 نوفمبر 1934 توفيت عن عمر يناهز 26 عامًا وهي تحلق في طائرة Caudron C.430 رافال بالقرب من فرساي عندما تحطمت الآلة في غابة جويانكورت. بعد وفاتها، تم تشريفها بوسام جوقة الشرف. دفنت في مقبرة Yermenonville.
بعد وفاتها تم إنشاء العديد من النصب التذكارية لها.
سميت العديد من العلامات التجارية للفتيات باسمها، كما بُنى باسمها مدرسة (هيلين باوتشر الثانوية) في عام 1935 في باريس. بعد أن اعتُبرت نموذجًا للأجيال المستقبلية من الفتيات المستقبليات.
يوجد في غابة جويانكورت حجز تذكاري لهيلين حيث وقع الحادث كما يوجد نصب تذكاري في يرنمونفيل وميادين مختلفة أخرى. وهناك بعض أسماء الشوارع مخلدة باسمها.

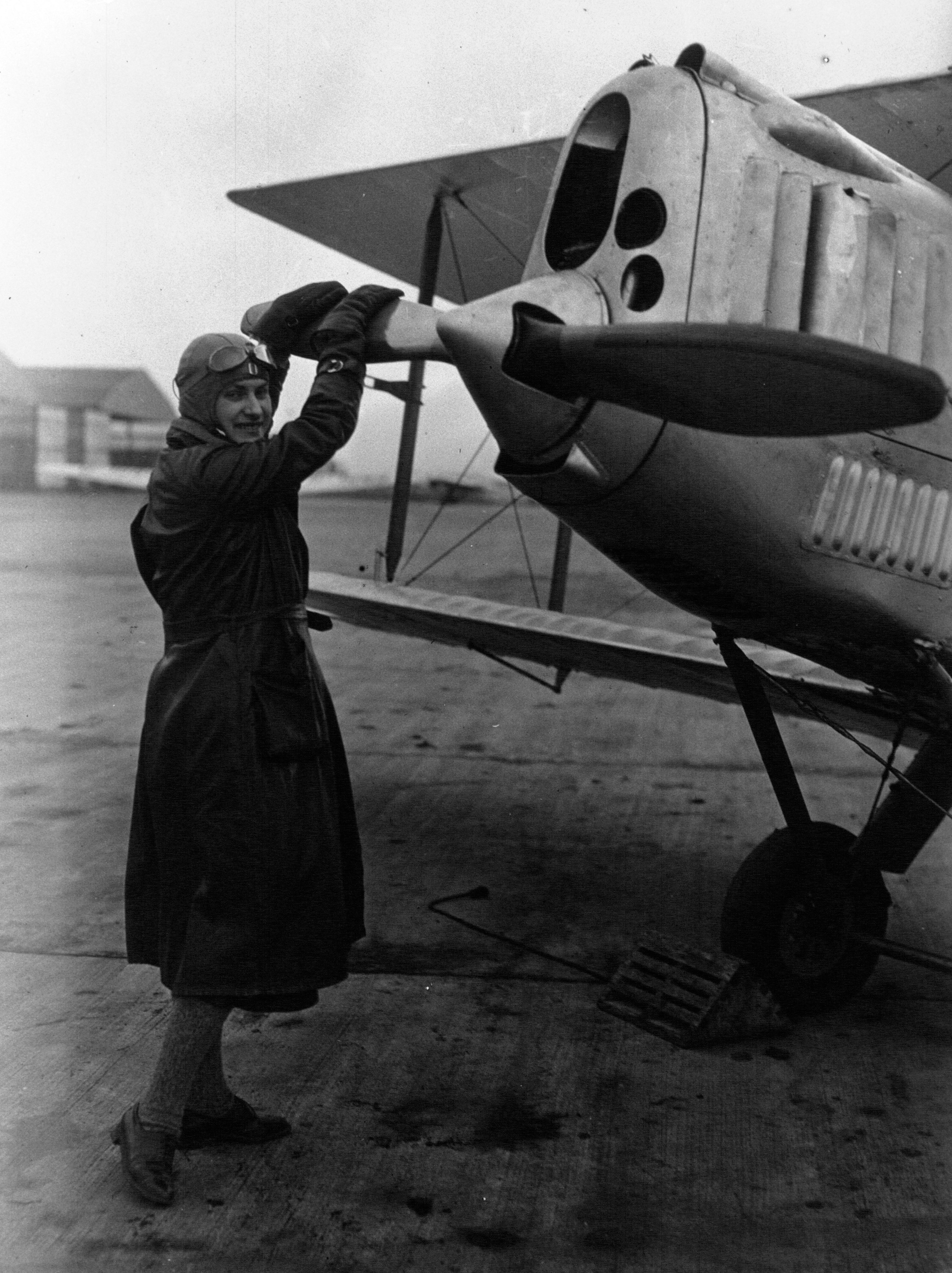
هيلين باوتشر

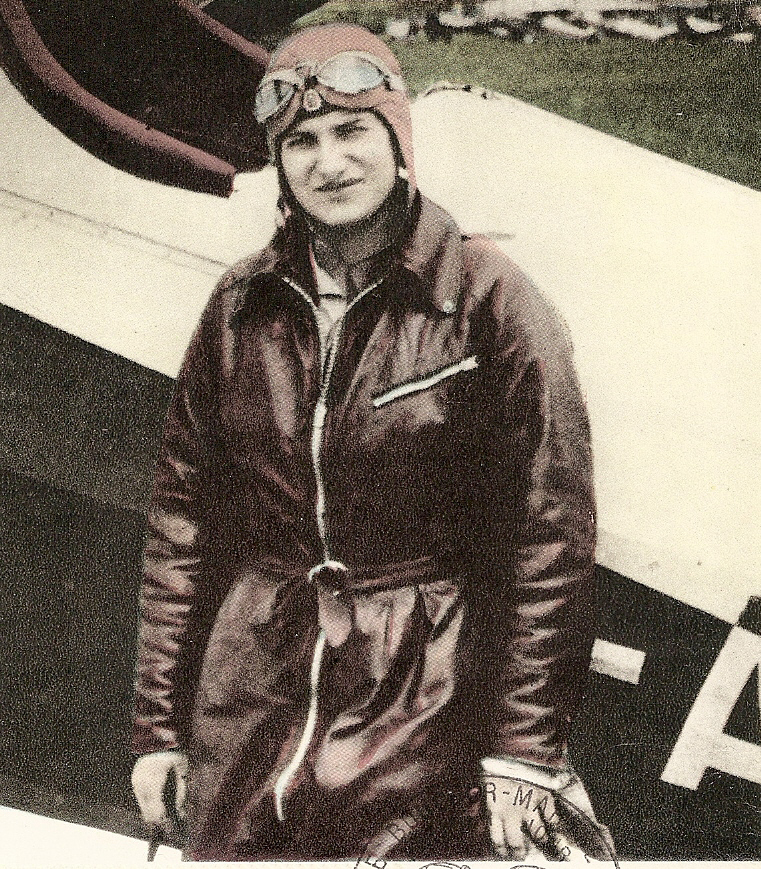
هيلين باوتشر

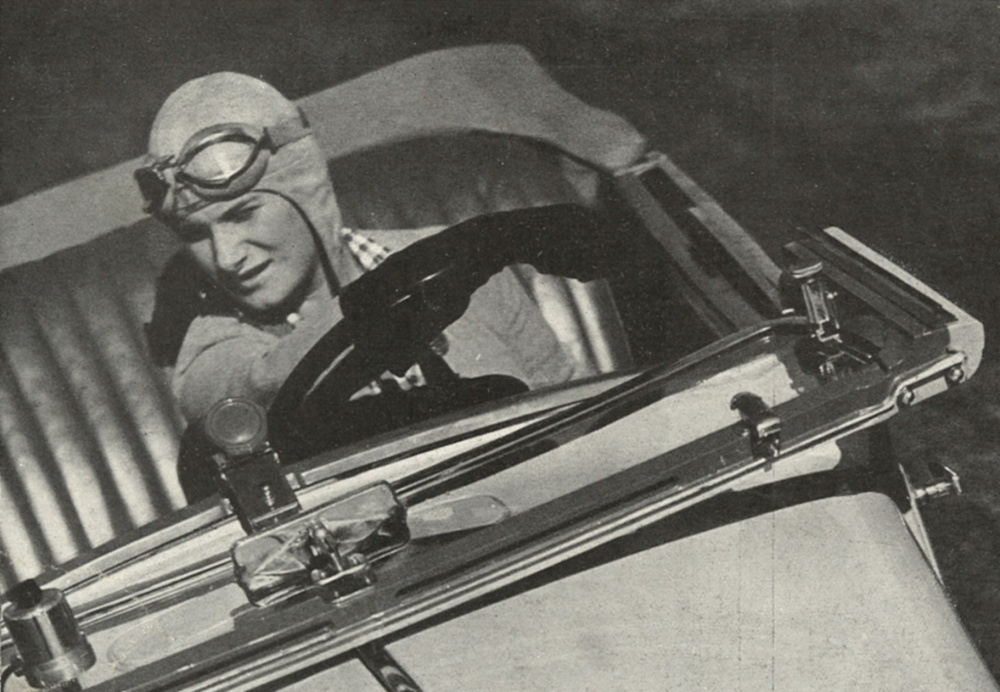

## أرقامها القياسية
في 2 أغسطس 1933، حققت هيلين ارتفاعًا قياسيًا يبلغ 5.900 متر (19,357 قدمًا).
في عام 1934 باستخدام Caudron C.450 ، قامت بتسجيل رقمين إضافيين.
سجلت هيلين في 8 أغسطس 1934 السرعة الدولية الأكثر من 1000 كم (621 ميل) من 409.184 كم / ساعة (254.255 ميل في الساعة) وفي نفس اليوم سرعة أكثر من 100 كيلومتر (62 ميل) من 412.371 كم / ساعة ( 256.235 ميل في الساعة).
وحددت رقمًا قياسيًا للسرعة وصل إلى 445.028 كم / ساعة (276.528 ميلاً في الساعة) في 11 آب